# Fun Size – Süßes oder Saures
Fun Size –  Süßes oder Saures ist ein US-amerikanischer Spielfilm von Josh Schwartz aus dem Jahre 2012.

## Handlung
Die junge Wren wird von dem coolen und beliebten Schüler Aaron Riley zu seiner legendären Halloween-Party eingeladen. Doch ihre Mutter macht ihr einen Strich durch die Rechnung. Da sie selber an dem Tag ein Date hat, muss Wren auf ihren kleinen Bruder Albert aufpassen. Nichts wird mehr aus ihrem Plan, mit Aaron Liebeslieder anzuhören, sondern sie muss mit ihrem Bruder von Haus zu Haus gehen und nach „Süßem oder Saurem“ fragen. Doch als sie ihren Bruder verliert, ist das Chaos vorprogrammiert. Sie weiß nicht, wie sie ihren Bruder in der Nacht des Jahres, in der absolut jeder verkleidet ist, finden soll. Zusammen mit ihrer besten Freundin April und den zwei größten Losern ihres Jahrganges, Roosevelt und Peng, macht sie sich auf die Suche nach Albert. Denn sie muss ihn finden, bevor ihre Mutter nach Hause kommt und dann wartet da noch Aaron auf seiner Party auf sie. Und plötzlich steckt sie mitten in einer wahrhaft unvergesslichen Nacht.

## Produktion
Im Januar 2011 gab Josh Schwartz bekannt, dass er seinen ersten Kinofilm drehen wird. Im März 2011 wurden Victoria Justice und Jane Levy für die Hauptrollen verpflichtet. Gedreht wurde im Juni und Juli 2011 in Minnesota.
Der Film kam am 26. Oktober 2012 in die amerikanischen Kinos. In Deutschland lief der Film schon am 25. Oktober 2012 an.

### Synchronisation
| Rolle                 | Schauspieler     | Deutscher Synchronsprecher |
| --------------------- | ---------------- | -------------------------- |
| Wren                  | Victoria Justice | Tanya Kahana               |
| April                 | Jane Levy        | Esra Vural                 |
| Roosevelt             | Thomas Mann      | Dirk Stollberg             |
| Peng                  | Osric Chau       | Marcel Mann                |
| Denise (Galaxy Scout) | Riki Lindhome    | Nicole Hannak              |

## DVD & Blu-ray

### Erscheinungsdatum
Der Film erschien am 19. Februar 2013 in den USA auf DVD & Blu-ray. In Deutschland erschien der Film am 14. März 2013 auf DVD & Blu-Ray und in iTunes.

### Extras
Auf der DVD & Blu-ray befinden sich als Extra: das Making-Of und entfallene Szenen des Films.
Die Extras sind in den USA und Deutschland gleich.

## Rezeption

### Erfolg
Bei Produktionskosten von 14 Millionen US-Dollar spielte der Film bis zum 28. Oktober 2012 etwa 4,06 Millionen US-Dollar wieder ein, bis März 2013 steigerten sich die Einnahmen auf insgesamt 9,41 Millionen US-Dollar.

### Kritiken
Auf der Seite Rotten Tomatoes wurden von 73 Rezensionen nur 25 % als positiv angesehen. Bei den Zuschauern stimmten 47 % für den Film.

„Josh Schwartz‘ Regiedebüt „Fun Size – Süßes oder Saures“ bietet Tragikomik nicht nur über oder für Teenies. Die Mischung aus pubertärem Humor, Lehren über Verantwortungsbewusstsein und Trauerarbeit ist bisweilen unausgewogen, wird aber insgesamt von Jungdarsteller Jackson Nicoll zusammengehalten.“